# Compus de patru tetraedre
În geometrie compusul de patru tetraedre este un compus poliedric format din patru tetraedre regulate. Sunt posibile variante diferite, cu simetrii diferite.

## Compuși uniformi
Sunt formați din câte patru antiprisme digonale sau patru tetraedre, având același centru, dar rotite una față de alta cu {\displaystyle \pi /4} (45°) de-a lungul unei axe de simetrie C2 care trece prin mijloacele a două laturi opuse ale componentelor. 
Dacă este văzut ca fiind format din trei antiprisme digonale, el se încadrează în clasa compușilor prismatici de antiprisme, care sunt compuși poliedrici uniformi cu indicele de compus UC23 (n=4, p=2, q=1).
Are simetrie diedrală, D8h, de ordinul 32 și același aranjament al vârfurilor ca și prisma octogonală (convexă). 
Acest compus poate fi văzut și ca un compus de două octaedre stelate (stella octangula) plasate uniform pe același plan de simetrie C2, cu o componentă rotită cu {\displaystyle \pi /4}. Este un caz particular al unui compus prismatic de antiprisme p/q-gonal, unde în acest caz componenta p/q = 2 este o antiprismă digonală, sau un tetraedru.
Imaginile următoare prezintă compusul uniform de patru tetraedre în două proiecții diferite, fiecare culoare reprezentând un tetraedru regulat:
| Vedere de sus | Vedere laterală |

Patru tetraedre care nu sunt aranjate la unghiuri egale de {\displaystyle \pi /4} în C2 pot conserva în continuare simetria uniformă atunci când este permisă libertatea de rotație. În acest caz, aceste tetraedre au în comun un aranjament simetric față de axa comună de simetrie C2 la rotirea cu unghiuri egale și opuse. Acest compus este indexat drept UC22, tot cu parametrii p/q = 2 și n = 4.

## Alți compuși

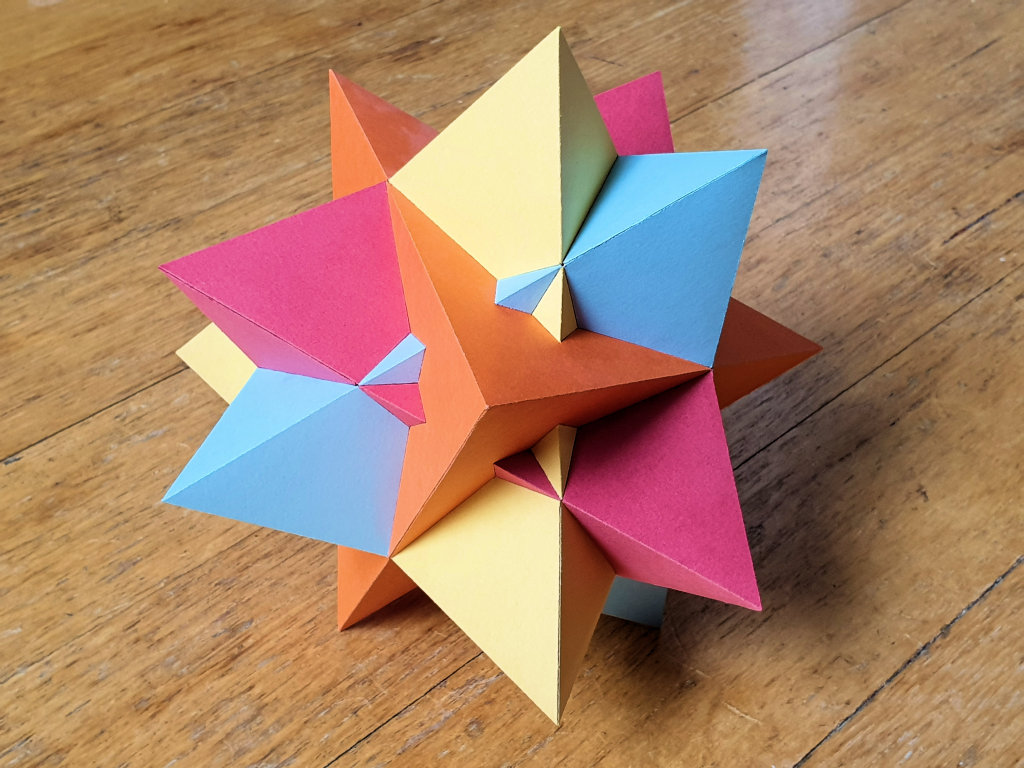
Compus de patru tetraedre rotite cu ; acest model a fost construit de Robert Webb folosind pentru generarea poliedrelor software Stella

Un compus neuniform poate fi generat prin rotirea tetraedrelor cu diferite grade de rotație în jurul dreptelor care trec prin centrele fețelor și prin centroid.
Un model pentru acest compus poliedric a fost publicat pentru prima dată de Robert Webb, folosind programul său Stella, în 2004, în urma studiilor modelelor poliedrelor.
Cu lungimea laturilor o unitate, aria sa este egală cu
{\displaystyle A={\frac {1291}{210\cdot {\sqrt {3}}}}\approx 3,5493}.
Acest compus este autodual.